# Aeroporto Internacional de Santarém
O Aeroporto Internacional de Santarém (IATA: STM, ICAO: SBSN) é um aeroporto internacional no município de Santarém, no Pará. Serve Santarém e região. Atualmente, é o quinto aeroporto mais movimentado da região norte do Brasil. Tem grande importante papel no estreitamento dos laços do Brasil com o mundo, devido à sua localização geográfica, entre Belém e Manaus e é uma alternativa para voos internacionais. Situa-se a 15 km de distância do centro da cidade e tem acesso facilitado pela Rodovia Fernando Guilhon. Em seu entorno, uma ornamentação paisagística especial mostra de forma marcante o portal de entrada da região, denominada de "A Pérola do Tapajós". Foi inaugurado em 31 de março de 1977 sob administração do Comando da Aeronáutica e transferido para administração da Infraero em 31 de março de 1980.
O Aeroporto opera voos domésticos para Belém e Manaus pela Azul Linhas Aereas e Gol Linhas Aéreas, Porto Trombetas e Altamira pela MAP Linhas Aéreas e Brasília pela LATAM Airlines Brasil.

## História
A história do aeroporto provem da fundação do primeiro aeroporto da cidade, onde está localizado hoje o bairro Aeroporto Velho. Em 1977 o aeroporto foi transferido para a zona oeste da cidade sob administração do Comando da Aeronáutica e mais tarde em 31 de março de 1980 transferido para a administração da Infraero pelo Tenente Coronel Aviador Ivaldo de Almeida.

## Movimento

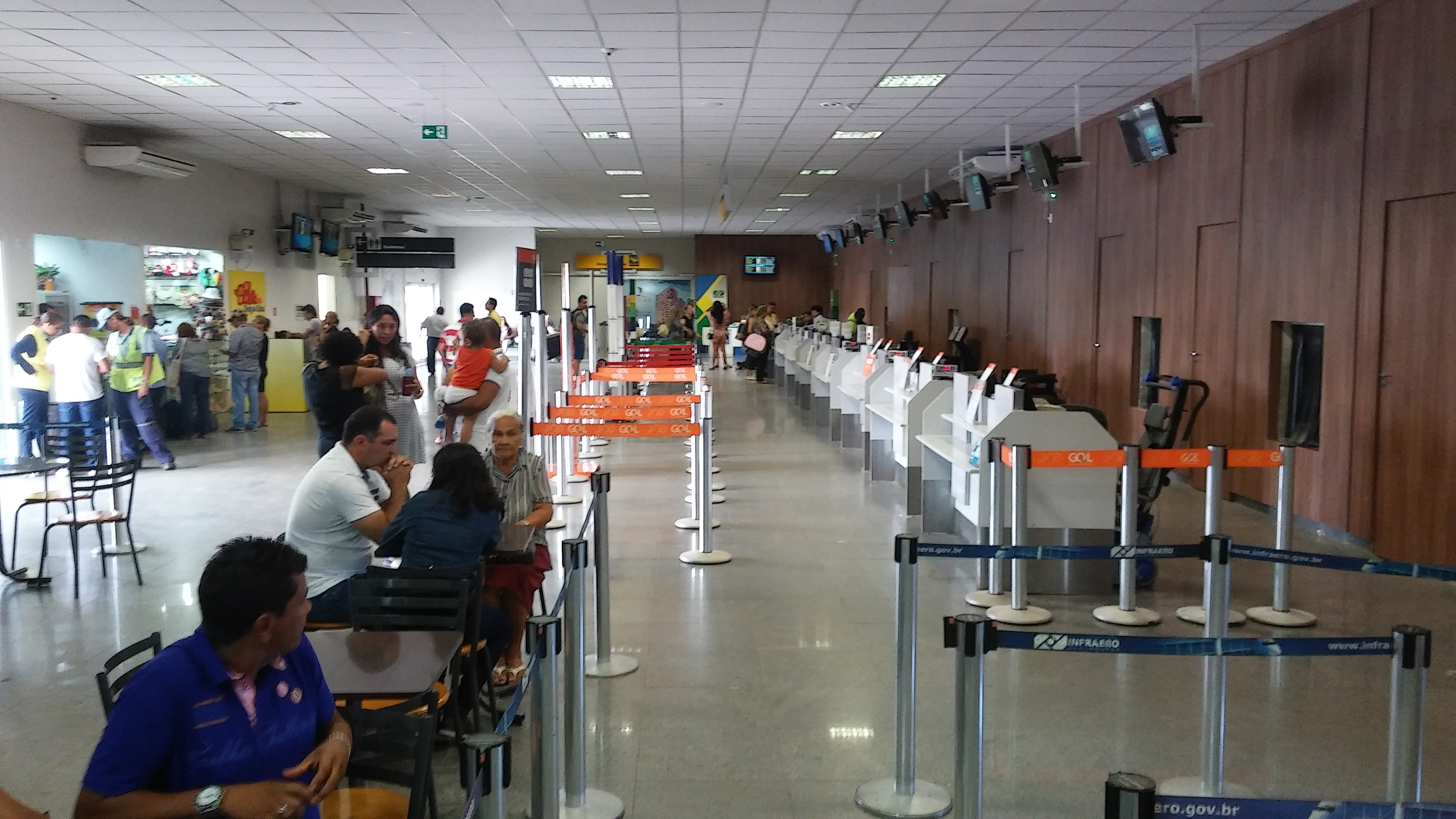
Ambiente interior.

| Ano  | Movimento (Passageiros) | %        |
| ---- | ----------------------- | -------- |
| 2003 | 135.952                 | ---      |
| 2004 | 153.942                 | + 13,2%  |
| 2005 | 181.449                 | + 17,8%  |
| 2006 | 285.132                 | + 57,1%  |
| 2007 | 364.181                 | + 27,7%  |
| 2008 | 386.160                 | + 6%     |
| 2009 | 364.615                 | - 5,9%   |
| 2010 | 405.122                 | + 11%    |
| 2011 | 461.212                 | + 13,85% |
| 2014 | 604.234                 |          |
| 2015 | 665. 717                | + 8,5%   |
| 2018 | 658.334                 |          |

## Complexo aeroportuário
- Sítio Aeroportuário

Área: 10.741.276,73 m²
- Pátio das Aeronaves

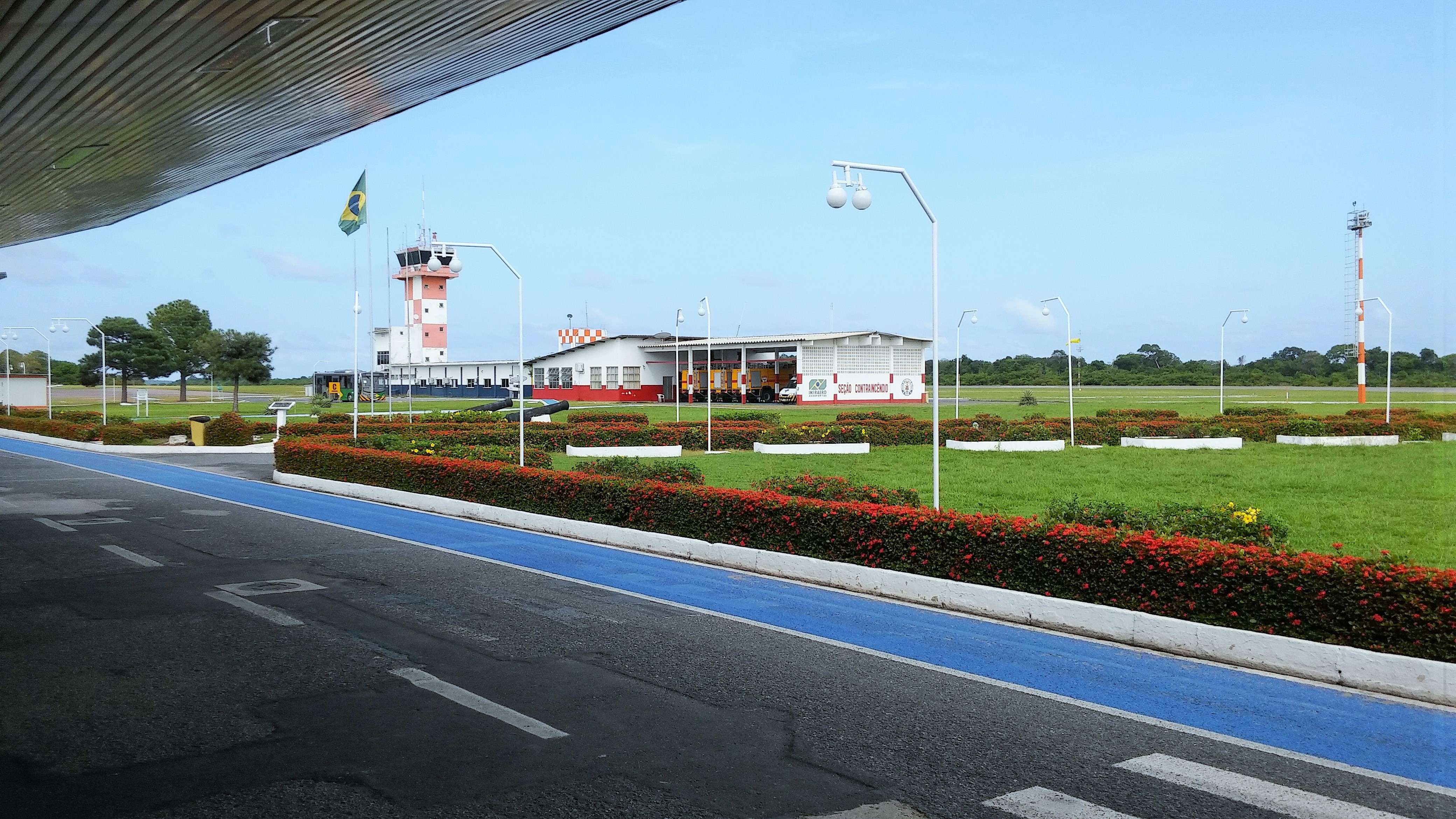
Estrutura aeroportuária.

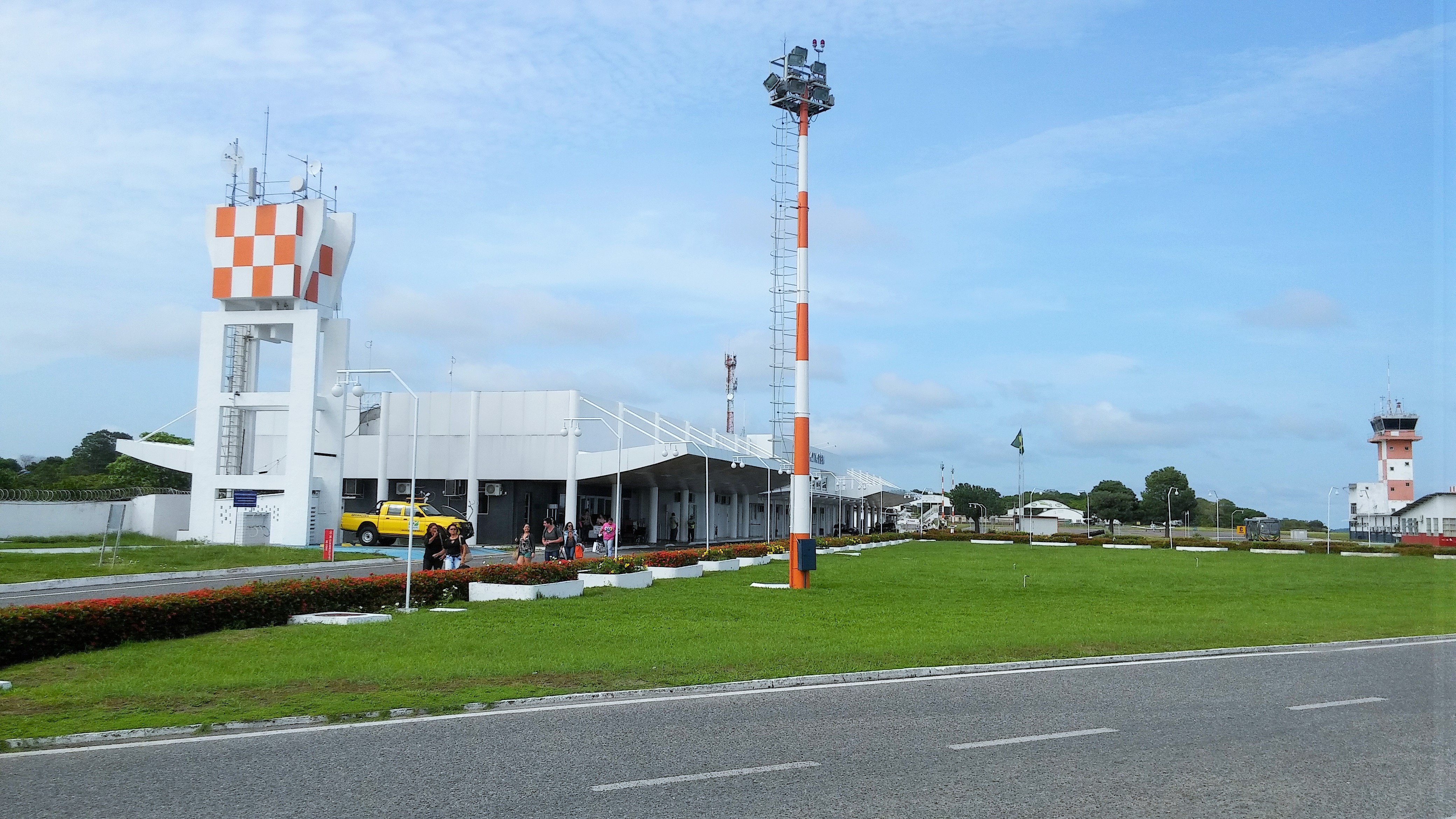
Estrutura aeroportuária.

Área: Princ: 48.200 m²/Auxiliar: 7.000m²
- Pista

Dimensões(m): 2.400 x 45
- Terminal de Passageiros

Capacidade/Ano: 1,83 milhão
Área(m²): 2.226
- Estacionamento'

Capacidade: 249vagas
- Balcões de Check-in

Número: 20 posições
- Estacionamento de Aeronaves

Nº de Posições: 27 posições
- Distância do Centro: 15 km